# San Michele all'Adige
San Michele all'Adige (Samichél in dialetto trentino) è un comune italiano di 4 119 abitanti della provincia di Trento.

## Storia
La comunità di San Michele nasce ai piedi dell'antico monastero degli agostiniani regolari, fondato nel 1144-1145 dai conti di Appiano con l'assistenza del vescovo di Trento Altemanno, parallelamente all'istituzione dei conventi dei canonici regolari di Novacella presso Bressanone e di Santa Maria in Au presso Bolzano.
Il territorio comunale ha subito nel tempo alcune variazioni: nel 1928 venne aggregato a San Michele all'Adige il territorio dei soppressi comuni di Faedo e Grumo, ma nel 1952 il comune di Faedo venne ricostituito (Censimento 1951: pop. res. 632), distaccandone nuovamente il territorio da quello di San Michele. Il 1º gennaio 2020, il comune di Faedo è stato nuovamente aggregato a San Michele all'Adige, per incorporazione.
Vicino a San Michele si trova il Castello di Monreale.

### Simboli
Stemma
Lo stemma è stato concesso con regio decreto del 27 maggio 1929.
Gonfalone

## Monumenti e luoghi d'interesse

### Architetture religiose
- Chiesa di San Michele Arcangelo
- Chiesa dell'Immacolata, nella frazione di Grumo
- Chiesa del Santissimo Redentore, nella frazione di Faedo
- Chiesa di Sant'Agata, nella frazione di Faedo

## Società

### Evoluzione demografica
Abitanti censiti

## Cultura
Nel comune ha sede l'Istituto agrario di San Michele all'Adige (oggi Fondazione Edmund Mach) fondato nel 1874, che si occupa di ricerca e formazione in campo agricolo.
È situato in questo paese anche il Museo degli usi e costumi della gente trentina.
L'Istituto agrario di San Michele all'Adige, il Museo degli usi e costumi della gente trentina e la chiesa parrocchiale di San Michele Arcangelo condividono l'antico monastero degli agostiniani regolari.

## Infrastrutture e trasporti
Presso la frazione di Grumo è presente la Stazione di Grumo-San Michele che si trova sulla linea ferroviaria Trento-Malé-Mezzana, inaugurata nel 1964 in sostituzione della preesistente tranvia.